# Piastów (Piechowice)
Piastów (niem. Kaiserswaldau) – część miasta Piechowice, w województwie dolnośląskim, do 1973 osobna wieś. 
Łączy się od południa z zabudowaniami Pakoszowa. Ok. 0,5 km na północny zachód od zabudowy Piastowa znajduje się Kopanina, będąca częścią Kromnowa.

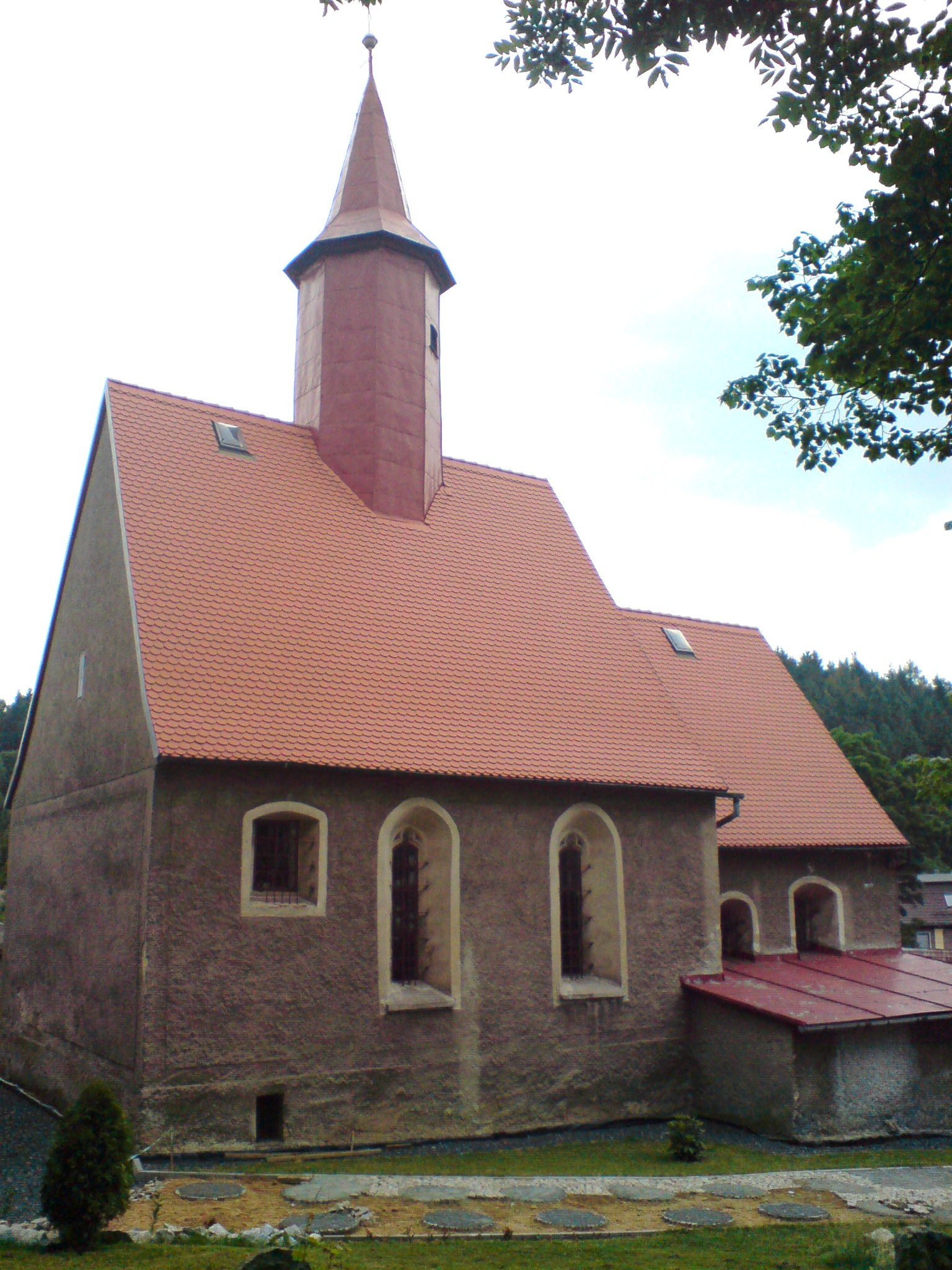
Kościół pw. Bożego Ciała

## Zabytki
Do wojewódzkiego rejestru zabytków wpisane są obiekty:
- kościół fil. pw. Bożego Ciała, późnogotycki, z drugiej poł. XIV w., przebudowany w XV/XVI w.
- cmentarz, z drugiej poł. XIX w.
- ogrodzenie z bramą.

## Nazwy historyczne
- Keiserzwalde, Gut Keiserswalde – 1371
- Keyserswalde – 1668
- Kayserswaldaw – 1677
- Keyserswaldau – 1687
- Kayserswaldau  – 1726
- Kaiserswaldau – 1786
- Leśniki, Piastowo – 1945
- Piastów – 1946 rok